# カオサイ・ギャラクシー
カオサイ・ギャラクシー（Khaosai Galaxy、1959年5月15日 - ）は、タイのプロボクサー。本名はスラ・セーンカム（Sura Saenkham）。元WBA世界スーパーフライ級王者。サウスポーのファイタータイプ。
双子の兄であるカオコー・ギャラクシーも同時期にWBA世界バンタム級王者で、世界初の双子世界王者。

## 来歴
元々は母国タイの国技ムエタイの選手であったが、マネージャーのニワット・ラオスワンナワットにその強打を見込まれ1980年にボクシングに転向。同年12月17日にデビュー戦を戦い、5回KO勝ちを収めている。
1981年7月29日、7戦目でタイ国内バンタム級王座に挑戦するも、10回判定に敗れ王座獲得はならず。これがボクシングキャリア唯一の敗戦となった。
1982年1月25日、タイ国内バンタム級王座に再挑戦し、7回KO勝ち。王座獲得に成功。
1984年11月21日、世界初挑戦。渡辺二郎が7月に剥奪されたWBA世界スーパーフライ級の王座決定戦に出場。エウセビオ・エスピナル（ドミニカ共和国）と対戦し、6回KO勝ち。27戦目で世界王者に輝く。
1985年3月6日、李東春（韓国/後の日本バンタム級王者グレート金山）を7回KOに降し、初防衛成功。この試合を皮切りに、サウスポースタイルから繰り出す左の強打を主武器に王座防衛を重ね続ける。
1980年代中頃になると、当時センセーションを巻き起こしていたマイク・タイソンにちなみタイのタイソン（The Thai Tyson）というあだ名をつけられた。
1988年5月9日には双子の兄であるカオコー・ギャラクシーもWBA世界バンタム級王座を獲得。史上初の双子での世界王座奪取を果たした。
1989年4月8日、10度目の防衛戦で初めて日本のリングに登場。横浜で松村謙二と対戦し、12回判定勝ち。松村とは10月31日の12度目の防衛戦でも神戸で対戦。この時は最終・12回TKO勝ちを収めた。翌1990年6月30日の14度目の防衛戦では日本ジュニアバンタム級王者（当時）中島俊一を母国に迎えて対戦。8回TKOで破る。
1991年12月21日、19度目の防衛戦。母国でアルマンド・カストロ（メキシコ）を挑戦者に迎える。序盤に挑戦者の強打でダウンを奪われるも、その後は徐々にペースアップ。後半にダウンを奪い返すと、以降は終始優位に試合を進め、最終的には12回判定勝ち。この試合を最後に現役を引退。王座を返上した。
引退後の1994年11月、マッチメーカージョー小泉の招きで来日。後楽園ホールにて渡辺とエキシビションマッチを行った。以降も日本で行われる同国人選手の世界戦の応援などでたびたび来日している。
1999年に殿堂入り。
2007年3月にはタイのスポーツ紙 Siam Sport Daily の読者によるタイスポーツ選手オールタイムベスト投票で1位を獲得した。
引退後は歌を出したり、映画、バラエティに出演、タレントとして活動をしていたが、現在はバンコクとプーケットでムエタイのジムを経営している。

## 獲得タイトル
- タイ国バンタム級王座
- WBA世界スーパーフライ級王座(防衛19=返上)